# Otbert
Otbert, mort le 31 janvier 1119, fut prince-évêque de Liège de 1091 à 1119.

## Biographie
Cet ancien chanoine de Saint-Lambert fut un des plus ardents défenseurs de l'empereur Henri IV durant la querelle des investitures.
Sans doute originaire du diocèse de Liège, il est condamné à l'exil par Henri de Verdun. Après s'être rendu à la cour impériale, il accompagne l'empereur dans son expédition italienne en 1090. C'est sa présence auprès de celui-ci qui lui vaut sa nomination de prince-évêque de Liège.
Accusé de simonie par ses ennemis, il met au pas les moines liégeois qui partagent les idées du pape Grégoire VII.
En 1096, Otbert achète à Godefroid de Bouillon son alleu de Bouillon pillant les églises et les couvents de son propre diocèse pour en payer le prix[réf. nécessaire] et fait du château une forteresse liégeoise. Il achète également le 16 juin à Baudouin II de Hainaut la ville de Couvin et toutes ses dépendances pour lui permettre de financer son départ en croisade.

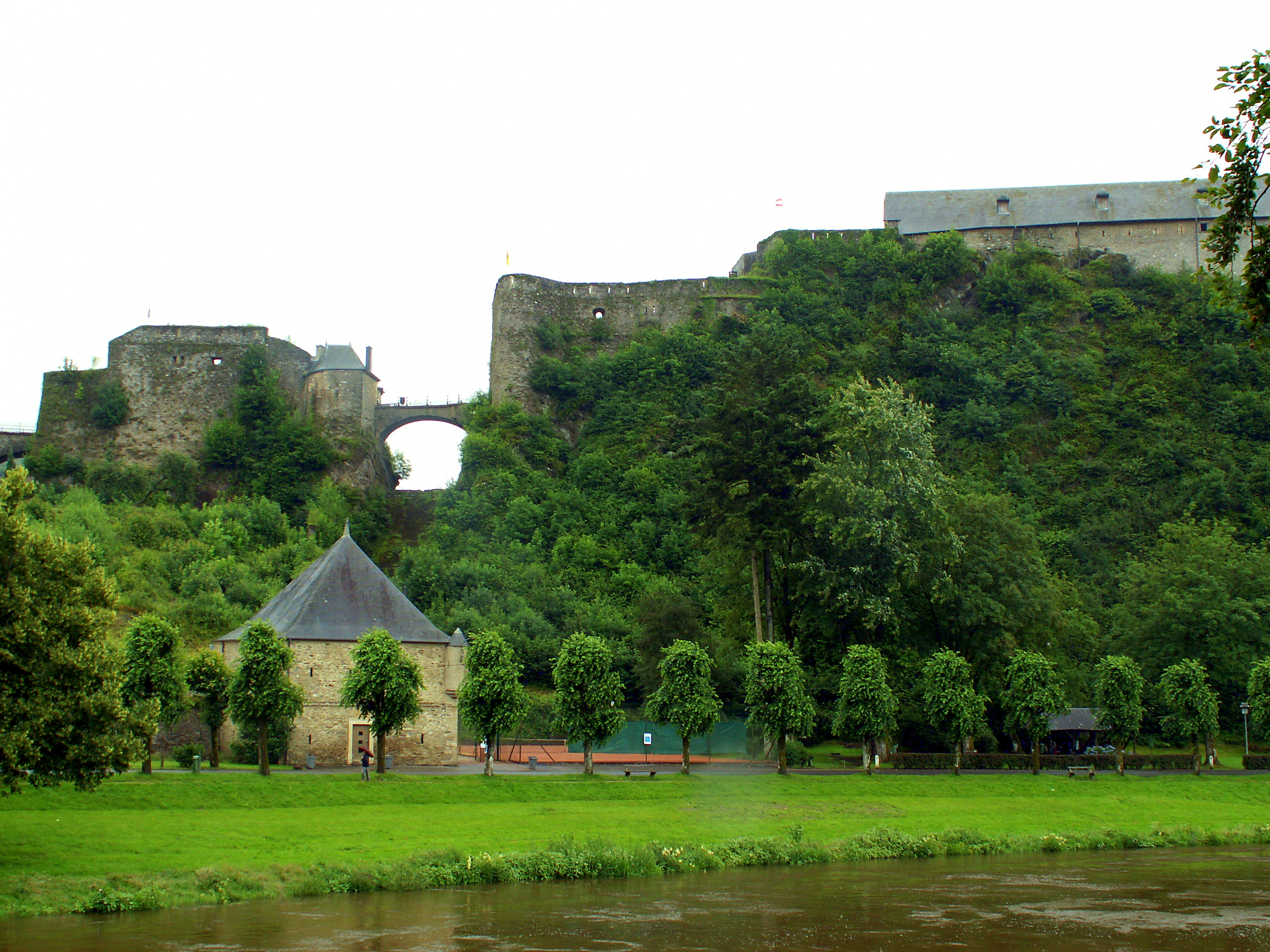
Château de Bouillon

Alors que l'empereur est trahi par son fils Henri V, les armes à la main, l'évêque Otbert, demeuré fidèle à l'empereur à qui il doit sa nomination, viendra au secours d'Henri IV lors du combat de Visé le 22 mars 1106.

## Le combat de Visé
Pourchassé par son fils Henri V, l'empereur Henri IV se réfugie à Liège et demande l'appui militaire de ses vassaux lotharingiens. Ils décident de se réunir dans la capitale pour y célébrer la fête de Pâques, le 25 mars 1106. Son fils veut rompre l'alliance et marche sur Liège. Le 18 mars, il s'arrête à Cologne et envoie un corps de trois cents chevaliers pour assurer la traversée du pont de Visé, point de passage de la Meuse sur la route d'Aix-la-Chapelle.
À l'annonce de l'attaque, Waléran II de Limbourg et son père Henri Ier de Limbourg duc de Basse-Lotharingie, prennent le commandement d'une troupe de cavaliers rassemblés dans la hâte par Otbert ainsi que quelques centaines de gens de pied. Arrivés sur place, les hommes d'armes du parti de l'empereur déchu lancent le combat contre l'armée adverse. Feignant la fuite, ils entraînent à leurs trousses les chevaliers qui tombent dans le piège tendu et sont encerclés et abattus par les gens de pied cachés à cet effet. Les survivants, pris de panique, refluent vers la rive opposée et sont pris en chasse par les hommes d'armes qui ont fait volte-face. Beaucoup d'hommes d'Henri V se noient dans le fleuve où ils sont précipités. Le désastre est total.
L'infanterie qui ici joue un rôle décisif ne sera plus perçue avec dédain et fera partie intégrante de l'armée liégeoise.
C'est sous la protection de son vassal que peu de temps après, le 7 août 1106, l'empereur s'éteindra à Liège.

## Stabatiaz
En 1113 (ou en 1118, selon les sources), l'évêque Otbert ayant consulté des physiciens sur son état maladif, il lui fut prédit qu'il mourrait dans l'année s'il n'accomplissait un pèlerinage à Huy. L’Évêque entreprit ce voyage en bateau. Les Hutois, prévenus de son arrivée, l'attendaient au port avec trente chevaux. Ils les attelèrent au bateau, qu'ils traînèrent dans les rues jusque sur la place du marché. Le prélat, vivement indigné de cette conduite, revint incontinent à Liège, où il se plaignit de l'outrage qui venait de lui être fait. Immédiatement, les Liégeois s'apprêtaient à aller demander vengeance, lorsque les coupables vinrent en suppliant implorer le pardon d'une offense qu'ils n'avaient commise, disaient-ils, que dans l'intention de divertir l'Évêque. Ils obtinrent leur grâce, mais à condition qu'ils ramènent le bateau, à force de bras, depuis le marché de Huy, où il était resté, jusqu'au palais épiscopal à Liège, et cela en passant par les champs de la Hesbaye. C'est ce qu'ils firent ; les stations où ils se reposèrent furent nommées par dérision Stabatiaz (du wallon Sta, halte, et Batiaz, bateau, dans le patois de Huy).

## Sources
- Sigebert de Gembloux